# GOLDEN☆BEST deluxe 岩崎宏美 THE COMPLETE SINGLES in Victor Years
『GOLDEN☆BEST deluxe 岩崎宏美 THE COMPLETE SINGLES in Victor Years』（ゴールデン・ベスト デラックス いわさきひろみ ザ・コンプリート・シングルス・イン・ビクター・イヤーズ）は、岩崎宏美のベスト・アルバムである。2009年9月16日発売。発売元はビクターエンタテインメント。規格品番はVICL-63420/2（再発盤はVICL-70159/61）。本アルバムの基盤となった1995年12月1日発売のベスト・アルバム『THE COMPLETE SINGLES』（ザ・コンプリート・シングルス、規格品番はVICL-40110/2）についても本項で扱う。

## 解説
THE COMPLETE SINGLES
1975年から1995年の間にビクターエンタテインメントから発売された全シングルレコード及びCDシングルのA面曲を、両A面扱いの楽曲も含めて発売日順にCD-DA3枚に収めたものである。発売された頃は、シングル「二重唱（デュエット）」（SV-1225）でレコード・デビューを果たして20周年にあたる時期であった。益田宏美名義の作品も含まれている。
制作サイドの意思が大きく働いた選曲、収録曲順ではなく、明確に発売日順にそのまま収録されているため、ベスト・アルバムというよりは、タイトルどおりシングル・コレクションの類である。
ボーナス・トラックとしてディスク3に、歌手デビューのきっかけとなったテレビ番組『スター誕生!』第11回決戦大会の音源や初CD化楽曲が追加された。
GOLDEN☆BEST deluxe 岩崎宏美 THE COMPLETE SINGLES in Victor Years
各レコード会社から発売されているベスト・アルバムシリーズ“ゴールデン☆ベスト”から発売された。3枚組のため、通例に従ってタイトルには「デラックス」が付加されている。
前述の『THE COMPLETE SINGLES』発売日以降となる1996年から1999年の間に、ビクターエンタテインメントから発売されたシングル曲を補う形で4曲追加収録し、廉価価格でゴールデン☆ベストシリーズ化されたものが本アルバムである。ただし、シングル曲の追加にあたり、元々あったボーナス・トラックの3曲は収録カットされた。このアルバムで、岩崎宏美が20世紀中に公式発表した全シングルのA面扱い曲を聴くことが出来る。
制作スタッフ、リマスタリング・エンジニア等の表記は歌詞ブックレット上に記載されていない。しかし、例えば「シンデレラ・ハネムーン」については、2007年の『GOLDEN☆BEST 岩崎宏美』（後述）及び旧譜スタジオ・アルバムが一挙紙ジャケット化された際のリマスタリングで音質調整された、歪みのない音源に変更されている。価格や収録曲数は異なるが、ディスクジャケットは『THE COMPLETE SINGLES』と同じものを踏襲。
本アルバム以前には同シリーズより、シングルオリコンチャートの売上上位を収録するというコンセプトの下、20タイトル21曲（両A面扱いの楽曲含む）を収録した『GOLDEN☆BEST 岩崎宏美』（2007年3月21日発売：VICL-62342）が、また後に別企画の『GOLDEN☆BEST II 岩崎宏美』（2010年3月17日発売：VICL-63605）が発売された。別のレコード会社も含めて複数タイトルのゴールデン☆ベストが発売されている歌手は多々いるが、同じレコード会社から3タイトルが発売されたのは女性歌手では岩崎宏美が初めてである。

## 収録曲

### Disc 1
1. 二重唱（デュエット）（3:00）
  - 作詞: 阿久悠、作曲: 筒美京平、編曲: 萩田光雄
2. ロマンス（3:19）
  - 作詞: 阿久悠、作曲・編曲: 筒美京平
3. センチメンタル（3:24）
  - 作詞: 阿久悠、作曲・編曲: 筒美京平
4. ファンタジー（3:03）
  - 作詞: 阿久悠、作曲・編曲: 筒美京平
5. 未来（3:17）
  - 作詞: 阿久悠、作曲・編曲: 筒美京平
6. 霧のめぐり逢い（3:19）
  - 作詞: 阿久悠、作曲・編曲: 筒美京平
7. ドリーム（3:26）
  - 作詞: 阿久悠、作曲・編曲: 筒美京平
8. 想い出の樹の下で（3:36）
  - 作詞: 阿久悠、作曲・編曲: 筒美京平
9. 悲恋白書（3:09）
  - 作詞: 阿久悠、作曲: 大野克夫、編曲: 萩田光雄
10. 熱帯魚（3:27）
  - 作詞: 阿久悠、作曲・編曲: 川口真
11. 思秋期（4:19）
  - 作詞: 阿久悠、作曲・編曲: 三木たかし
12. 二十才前（3:55）
  - 作詞: 阿久悠、作曲・編曲: 穂口雄右
13. あざやかな場面（4:15）
  - 作詞: 阿久悠、作曲: 三木たかし、編曲: 三木たかし・船山基紀
14. シンデレラ・ハネムーン（4:00）
  - 作詞: 阿久悠、作曲・編曲: 筒美京平
15. さよならの挽歌（4:25）
  - 作詞: 阿木燿子、作曲・編曲: 筒美京平
16. 春おぼろ（3:24）
  - 作詞: 山上路夫、作曲・編曲: 筒美京平
17. 夏に抱かれて（4:44）
  - 作詞: 山上路夫、作曲・編曲: 馬飼野康二
18. 万華鏡（4:45）
  - 作詞: 三浦徳子、作曲・編曲: 馬飼野康二
19. スローな愛がいいわ（4:17）
  - 作詞: 三浦徳子、作曲: 筒美京平、編曲: 萩田光雄
20. 女優（4:21）
  - 作詞: なかにし礼、作曲・編曲: 筒美京平
21. 銀河伝説（3:17）
  - 作詞: 阿久悠、作曲: 宮川泰、編曲: 川口真

### Disc 2
1. 愛の生命（3:45）
  - 作詞: 山口洋子、作曲: 浜田金吾、編曲: 戸塚修
2. 摩天楼（4:11）
  - 作詞: 松本隆、作曲: 浜田金吾、編曲: 井上鑑
3. 胸さわぎ（4:24）
  - 作詞・作曲: 松尾一彦、編曲: 戸塚修
4. 恋待草（4:14）
  - 作詞: 伊達歩、作曲: 小林亜星、編曲: 松任谷正隆
5. すみれ色の涙（2:54）
  - 作詞: 万里村ゆき子、作曲: 小田啓義、編曲: 萩田光雄
6. れんげ草の恋（4:06）
  - 作詞: 竜真知子、作曲: 水谷公生、編曲: 萩田光雄
7. 檸檬（3:12）
  - 作詞: 松本隆、作曲: 鈴木キサブロー、編曲: 萩田光雄
8. 聖母たちのララバイ（4:21）
  - 作詞: 山川啓介、作曲: 木森敏之／John Scott、編曲: 木森敏之
9. 思い出さないで（4:11）
  - 作詞・作曲: 中山大三郎、編曲: 青木望
10. 素敵な気持ち（4:00）
  - 作詞: 康珍化、作曲: 筒美京平、編曲: 萩田光雄
11. 真珠のピリオド（3:52）
  - 作詞: 松本隆、作曲: 筒美京平、編曲: 萩田光雄
12. 家路（4:18）
  - 作詞: 山川啓介、作曲・編曲: 木森敏之
13. 20の恋（3:53）
  - 作詞: 康珍化、作曲: 財津和夫、編曲: 大村雅朗
14. 未完の肖像（4:53）
  - 作詞: 阿久悠、作曲: 筒美京平、編曲: 萩田光雄
15. 橋（4:05）
  - 作詞: 山川啓介、作曲・編曲: 木森敏之
16. 決心（4:03）
  - 作詞: 山川啓介、作曲: 奥慶一、編曲: 萩田光雄
17. 夢狩人（3:53）
  - 作詞: 松井五郎、作曲・編曲: 奥慶一
18. 月光（4:08）
  - 作詞: 松井五郎、作曲: 久保田利伸、編曲: 奥慶一
19. 25時の愛の歌（4:17）
  - 作詞: 山川啓介、作曲・編曲: 木森敏之

### Disc 3（1995年盤）
1. 好きにならずにいられない
  - 作詞: 松井五郎、作曲: 山川恵津子、編曲: 奥慶一
2. 小さな旅
  - 作詞: 山川啓介、作曲: 大野雄二、編曲: 奥慶一
3. 夜のてのひら
  - 作詞: 来生えつこ、作曲: 筒美京平、編曲: 武部聡志
4. 最初の恋人達
  - 作詞: 佐藤ありす、作曲・編曲: 奥慶一
5. 風の童話集
  - 作詞: 田口俊、作曲: 佐藤隆、編曲: 奥慶一
6. ラスト・クルーズ
  - 作詞・作曲: 相曽晴日、編曲: 奥慶一
7. 聞こえてくるラプソディー
  - 作詞: 上杉伸之助、作曲: 濱田金吾、編曲: 戸塚修
8. 未成年
  - 作詞: 山川啓介、作曲: 三木たかし、編曲: 萩田光雄
9. 夢見るように愛したい
  - 作詞: 売野雅勇、作曲: 林哲司、編曲: 大村雅朗
10. 愛を+ワン
  - 作詞: 岩谷時子、作曲・編曲: 樋口康雄
11. 愛という名の勇気
  - 作詞: 大津あきら、作曲: 安部恭弘、編曲: 萩田光雄
12. Life
  - 作詞: 松本礼児、作曲: 穂口雄右、編曲: 山川恵津子
13. 朝が来るまで
  - 作詞: 藤田千章、作曲: 佐藤竹善、編曲: 13CATS
14. そばに置いて
  - 作詞: 荒木とよひさ、作曲: 三木たかし、編曲: 羽田健太郎
15. あなた（スター誕生第11回決戦大会より）
  - 作詞・作曲: 小坂明子、編曲: 高見弘
16. オルゴールの歌
  - 作詞: 北島春信、作曲・編曲: 芥川也寸志

### Disc 3（2009年盤）
1. 好きにならずにいられない（4:20）
2. 小さな旅（3:28）
3. 夜のてのひら（4:30）
4. 最初の恋人達（3:53）
5. 風の童話集（4:06）
6. ラスト・クルーズ（4:57）
7. 聞こえてくるラプソディー（5:04）
8. 未成年（4:14）
9. 夢見るように愛したい（4:08）
10. 愛を+ワン（3:07）
11. 愛という名の勇気（4:54）
12. Life（4:40）
13. 朝が来るまで（5:18）
14. Believin'（6:07）
  - 作詞・作曲: 吉田美奈子、編曲: 塩谷哲
15. 笑顔をみせて（5:04）
  - 作詞: 岩崎宏美、作曲: 塩谷哲、編曲: 13CATS
16. 愛がいっぱい（5:13）
  - 作詞・作曲・編曲: 吉田美奈子
17. 許さない（5:00）
  - 作詞: ドリアン助川、作曲: 筒美京平、編曲: 山本健司